# Clypastraea pusilla
Clypastraea pusilla is een keversoort uit de familie molmkogeltjes (Corylophidae). De wetenschappelijke naam van de soort werd in 1810 gepubliceerd door Leonard Gyllenhaal.